# Sái Kinh
Sái Kinh hay Thái Kinh (chữ Hán: 蔡京; 1047-1126) là thừa tướng nhà Bắc Tống trong lịch sử Trung Quốc. Ông là người giữ chức vụ quan đầu triều nhiều lần nhất thời Bắc Tống và bị sử sách nhìn nhận là gian thần.

## Thời Tống Thần Tông và Tống Triết Tông

### Thăng tiến
Sái Kinh tự là Nguyên Trường (元長), người Tiên Du, Hưng Hóa. Cha ông là Sái Chuẩn. Từ nhỏ Sái Kinh là người thông minh, viết chữ đẹp.
Niên hiệu Hy Ninh thời Tống Thần Tông (1058-1078), Sái Kinh cùng em là Sái Biện lên thi ở kinh thành Khai Phong, cả hai anh em cùng đỗ tiến sĩ.
Sái Kinh được cử đi làm Huyện uý huyện Tiền Đường, còn Sái Biện đi làm chủ bạ Giang Âm. Sái Biện được Thừa tướng Vương An Thạch đang thi hành "Khang Ninh biến pháp" quý mến và gả con gái cho nên thăng tiến rất nhanh, lên chức Trung thư xá nhân kiêm Thị giảng. Sái Kinh tỏ ra là người ủng hộ biến pháp của Vương An Thạch, nhờ có em là con rể Thừa tướng nên ông được thăng làm Thôi quan ở Thư châu. Sau đó ông được mời về triều giữ chức Khởi cư lang.
Sau đó Sái Kinh nhận nhiệm vụ làm sứ giả sang nước Liêu ở phương bắc. Do ngoại giao thành công, ông cũng được thăng làm Trung thư xá nhân như Sái Biện.
Nhờ viết chữ đẹp, Sái Kinh được thăng làm Đãi chế tại Long đồ các và đến niên hiệu Nguyên Hựu (1086-1093) thời Tống Triết Tông, Sái Kinh được bổ nhiệm kiêm thêm chức Tri phủ phủ Khai Phong.
Thời Tống Triết Tông, vua còn nhỏ và Cao thái hậu nhiếp chính. Vương An Thạch thất thế, Tư Mã Quang lên cầm quyền (1086). Sái Kinh được giao nhiệm vụ phải hoàn thành các chế độ cũ về sai dịch. Những người khác đều do thời gian quá gấp gáp không thể hoàn thành, riêng Sái Kinh hoàn thành đúng kỳ hạn nên được phong thưởng.

### Thất thế
Ít lâu sau, nhiều quan Gián nghị trong triều vạch tội Sái Kinh có những ý đồ xấu, do đó ông bị truất bỏ chức vụ, phải đi làm Tri huyện tại Thành Đức quân và Tri châu Doanh châu đều là những nơi hoang vắng trên biên giới.
Trong thời gian ở Doanh châu, Sái Kinh thay đổi thái độ với biến pháp Vương An Thạch nhằm lấy lòng Tư Mã Quang. Ông không đồng tình với những ai nhắc tới biến pháp. Vì vậy sau một thời gian, những người phe Tư Mã Quang cho rằng có thể dùng được Sái Kinh, bèn đưa ông về làm Tri phủ Thành Đô.
Tuy nhiên, trong số những người thuộc phe Tư Mã Quang, Phạm Tổ Vũ thuyết phục mọi người rằng Sái Kinh chỉ là người xảo quyệt, tạm thời luồn cúi để tiến thân chứ không thực lòng phản đối biến pháp. Vì vậy ông lại bị chuyển sang làm Phát vận sứ ở Giang Hoài, Kinh Triết. Khi đến nhận chức, ông luôn bị các quan lại địa phương đả kích nên rất oán hận Phạm Tổ Vũ.

### Lại phục hồi
Năm 1093, Cao thái hậu mất, vua Triết Tông đã lớn, tự mình trông coi triều chính. Triết Tông ghét những người theo tư tưởng thủ cựu của Tư Mã Quang, ủng hộ quan điểm cải cách của Vương An Thạch, vì thế những người cùng phe Tư Mã Quang (đã mất năm 1087) bị đuổi và những người theo phái cải cách lại được dùng. Sái Kinh trong số những người bị phe thủ cựu đả kích nên lại đến niên hiệu Thiệu Thánh (1094-1097), ông được Tống Triết Tông gọi về triều phong làm Thượng thư bộ Hộ, còn Sái Biện được phong làm Phó tể tướng. Ông cùng với Thừa tướng Chương Đôn hợp sức thi hành biến pháp cải cách của tể tướng Vương An Thạch đã vạch ra trước đây.
Tuy nhiên, việc thực thi biến pháp của Chương Đôn và Sái Kinh không còn giống Vương An Thạch mà chỉ tập trung vào việc truy diệt những người theo phe thủ cựu của Tư Mã Quang, tiến hành cách chức và lưu đày họ. Trong việc thực thi việc này, Sái Kinh được Chương Đôn tán thưởng.
Năm 1097, Chương Đôn cùng Sái Biện vu cáo Tư Mã Quang và những người phe thủ cựu từng có mưu đồ lật đổ Tống Triết Tông. Sái Kinh được giao nhiệm vụ điều tra vụ án này. Kết quả họ bị chém đầu hoặc đi đày xuống Lĩnh Nam. Hành động của ông và Chương Đôn khiến nhiều người căm giận, họ đặt ra câu đồng dao đề bày tỏ sự bất bình:
Đại Đôn tiểu Đôn, nhập địa vô môn; Đại Sái tiểu Sái, hoàn tha mệnh trái
Nghĩa là:
Đại Đôn tiểu Đôn, hết cửa xuống đất; Đại Sái tiểu Sái, phải trả nợ máu

## Thời Tống Huy Tông

### Thất thế
Năm 1100, Tống Triết Tông qua đời, em là Triệu Cát lên ngôi, tức là Tống Huy Tông. Hướng thái hậu là người ủng hộ phe thủ cựu của Tư Mã Quang, do đó những người phe này lại đắc thế. Sái Kinh bị giáng xuống làm Đoan minh điện học sĩ và Long đồ các học sĩ không có thực quyền.
Tống Huy Tông định điều Sái Kinh ra làm Tri phủ Thái Nguyên, nhưng Hướng thái hậu ngăn lại và đề nghị để ông tiếp tục viết sử sách. Cùng lúc đó Trần Quán tố cáo Sái Kinh thường giao du với thái giám, nội thị mưu đồ xấu, Tống Huy Tông liền biếm ông đi làm Tri phủ Giang Ninh. Một số đại thần khác ghét Sái Kinh lại làm đơn tố cáo ông tỏ ý bất mãn khi bị chuyển chức, vì vậy Huy Tông hạ lệnh truy đoạt các chức vụ trước đây của ông và đưa làm Đề cử tại Động Tiêu cung (một ly cung ở Hàng Châu). Ông vội vã lên đường đến Hàng châu vì sợ bị hại.

### Thăng thừa tướng
Không lâu sau, Hướng thái hậu giao lại việc điều hành triều chính cho Tống Huy Tông. Huy Tông ham chơi, thích làm thơ, vẽ tranh, trọng dụng hoạn quan Đồng Quán. Tống Huy Tông đặt ra Ty kim minh lo việc thu thập sách vở cho vua. Đồng Quán được sai làm việc lo việc thu thập sách vở cho vua Tống Huy Tông. Sái Kinh liền bắt mối quan hệ với Đồng Quán. Sái Kinh nhờ Đồng Quán tiến dẫn với Tống Huy Tông. Biết Huy Tông thích nghệ thuật, Sái Kinh ngày đêm viết chữ lên các bức tranh và làm thơ, nhờ Đồng Quán dâng lên vua và nói giúp. Cùng lúc, các thừa tướng Tăng Bố và Hàn Trung Ngạn cũng tranh chấp quyền lực, Tăng Bố muốn có thêm vây cánh chống Hàn Trung Ngạn nên cũng tiến cử Sái Kinh. Vì vậy không lâu sau ông được Huy Tông đổi đi làm Tri châu Định châu, sang năm 1102 được làm Tri phủ ở phủ Đại Danh.
Nghe theo ý kiến của Tăng Bố, Tống Huy Tông thay đổi lập trường trung hòa giữa biến pháp (Vương An Thạch trước đây) và thủ cựu (Tư Mã Quang trước đây) sang quan điểm ngả hẳn theo biến pháp, do đó bãi chức Thượng thư Tả bộc xạ của Hàn Trung Ngạn. Tăng Bố muốn nắm trọn quyền hành, nhưng Tống Huy Tông lại triệu Sái Kinh về phong làm Thượng thư tả thừa.
Tăng Bố vốn chỉ muốn lợi dụng Sái Kinh, không muốn để ông vào làm quan lớn trong triều. Còn Sái Kinh cũng chưa mãn nguyện với chức Thượng thư tả thừa, vì vậy hai người mâu thuẫn nhau.
Tháng 6 nhuận năm 1102, Tăng Bố định đề cử thông gia Trần Hựu Phủ làm Thị lang bộ Hộ, liền bị Sái Kinh phản đối vì tình riêng. Hai bên cãi cọ trước mặt Huy Tông. Không lâu sau Huy Tông bãi chức Tăng Bố ra làm Tri châu ở Nhuận châu, và thăng Sái Kinh lên làm Thượng thư Hữu bộc xạ.

### Trả thù đối thủ
Sợ Tăng Bố quay lại trả thù, Sái Kinh vu cáo Tăng Bố tham ô và sai Tri phủ Khai Phong là Lã Gia Vấn bắt các con Tăng Bố tra tấn bắt khai nhận tội, nhưng họ một mực không thừa nhận cha mình tham ô. Sái Kinh bèn sai người đứng ra làm chứng giả để buộc tội Tăng Bố khiến Tăng Bố liên tiếp bị giáng chức và tới năm 1107 chết tại nơi bị giáng chức.
Đầu năm 1103, Sái Kinh được Tống Huy Tông thăng lên làm Thượng thư Tả bộc xạ. Nghe theo đề nghị của ông, Tống Huy Tông lập ra Ty đô tỉnh giảng nghị là cơ quan giúp Thừa tướng trong việc điều hành triều đình. Ông đưa những người thân tín của mình như Ngô Cư Hậu, Vương Hán Chi vào cơ quan này. Từ đó việc thăng chức hay bãi miễn các quan và chi thu tài chính quốc gia đều do Ty đô tỉnh giảng nghị thực hiện và tâu Huy Tông phê chuẩn.
Trên danh nghĩa, Sái Kinh dùng chiêu bài phục hồi biến pháp Vương An Thạch nhưng trên thực tế thì chỉ để làm lợi riêng. Để triệt hạ hoàn toàn phe thủ cựu, Sái Kinh kiến nghị Huy Tông liệt kê tên tuổi những người thuộc phe này gồm 109 người từng theo Tư Mã Quang, khắc tên lên bia đá gọi là "danh sách gian đảng" bêu danh xấu trước cửa Đoan Lễ tại điện Văn Đức để noi gương cho đời sau. Sau đó ông lại phát động một phong trào khắc bia bêu danh những người phe này tại các địa phương trong toàn quốc. Do đợt trả thù này của Sái Kinh, hàng loạt tên tuổi danh sĩ và tác phẩm bị Huy Tông ra lệnh thiêu hủy như Tô Tuần, Tô Đông Pha, Tô Triệt, Tần Quán, Trương Lỗi, Triệu Bổ Chi...
Không chỉ trả thù phe thủ cựu, Sái Kinh quay sang đả kích cả một số người trong phe tân pháp như các học trò của Vương An Thạch là Lục Điền và Lý Thanh Thần vì từng xúc phạm tới ông. Chương Đôn từng phản đối đưa Tống Huy Tông lên ngôi khi Tống Triết Tông mới mất, Sái Kinh lấy lòng Huy Tông cũng khép con cháu Chương Đôn cùng phe thủ cựu và trả thù. Chỉ trong 2 năm từ khi Sái Kinh làm thừa tướng, có gần 1000 người bị hãm hại.

### Lấy lòng Huy Tông
Biết Tống Huy Tông thích hưởng lạc, Sái Kinh còn khởi xướng học thuyết Phong hưởng dự đại, tô vẽ cảnh thái bình thịnh trị của đất nước, đề xuất cách ăn chơi hưởng thụ, xui Tống Huy Tông ra sức xây dựng cung điện đền đài, gây lãng phí nhiều tiền bạc của nhân dân. Ông cùng Đồng Quán chủ xướng việc khai thác nhiều đá hoa cương để cung cấp cho Huy Tông xây cái núi giả để thưởng ngoạn gọi là Vạn tuế sơn. Việc tiêu tốn tiền của khiến triều đình tăng thu, việc đánh thuế nhân dân ngày càng nặng, kiểm kê cả đến hạt thóc, quả đậu và từng que củi, khiến nhân dân càng thêm khổ cực. Huy Tông rất vừa ý, bèn phong ông làm Gia quốc công, ban thưởng cho ông khu đất lớn trong kinh thành để xây phủ, sau đó lại ban cho một khu đất nữa ở phía tây kinh thành. Sái Kinh được đất mới lại phá hủy thêm hàng trăm nhà dân đang ở để mở rộng vườn nhà mình. Cả hai khu nhà Sái Kinh đều xây cất và tiêu phí rất tốn kém.
Do quyền thế của Sái Kinh và Đồng Quán, người đời lúc đó gọi Sái Kinh là "tướng ông", Đồng Quán là "tướng bà". Dân gian căm giận Sái Kinh và Đồng Quán bèn đặt ra câu đồng dao: "Đập bẹp ống đồng (chỉ Đồng Quán), đổ đĩa cải thái (chỉ Sái Kinh), cuộc đời sẽ khoái!"

### Nhiều lần thăng giáng
Năm 1106, có sao chổi xuất hiện. Tống Huy Tông cho đó là điềm gở với mình, bèn cách chức thừa tướng của Sái Kinh để tránh tai họa. Ông bị điều làm Khai phủ nghi đồng tam ty nhưng được ở lại kinh thành Khai Phong. Trong dân gian nghe tin ông bị cách chức đều rất vui mừng.
Trước khi bị bãi chức, Sái Kinh đề cử người cùng cánh là Triệu Đĩnh Chi vào chức Thượng thư Hữu bộc xạ đang bỏ trống. Triệu Đĩnh Chi làm Thượng thư Hữu bộc xạ một thời gian, sợ Sái Kinh hãm hại mình nên xin từ chức về quê và được Huy Tông phê chuẩn. Đúng lúc đó có điềm sao chổi và Sái Kinh bị bãi chức, Huy Tông bèn lệnh cho Đĩnh Chi nán lại chức Thượng thư Hữu bộc xạ. Triệu Đĩnh Chi thấy Sái Kinh bị bãi chức rất mừng, bèn đứng ra tố cáo những việc làm sai trái của ông. Huy Tông nghe theo Đĩnh Chi, bèn bãi bỏ tất cả chế độ do Sái Kinh thi hành trong thời gian cầm quyền.
Triệu Đĩnh Chi lại tiến cử người cùng cánh là Lưu Quỳ vào triều làm Trung thư thị lang. Hai người ra sức bài xích để loại trừ những người trong phe Sái Kinh còn nhiều trong triều. Sái Kinh bèn xui những người cùng phe như Trịnh Cư Trung, Trịnh Thân biện luận với Huy Tông, ca ngợi công lao của Sái Kinh trước đây. Huy Tông không có chủ kiến, khi nghe những người cùng phe Sái Kinh nói lại cho là phải, và hoài nghi Triệu Đĩnh Chi, Lưu Quỳ. Không lâu sau Lưu Quỳ bị bãi chức đi làm Tri châu Bặc châu rồi tới tháng 1 năm sau (1107) lại đưa Sái Kinh trở lại chức Thượng thư Tả bộc xạ, phong làm Ngụy quốc công.
Sái Kinh trở lại chức cũ, ra sức trả thù những người hại mình. Triệu Đĩnh Chi bị cô lập và bị công kích, tới tháng 3 năm 1107 bị bãi chức Thượng thư Hữu bộc xạ xuống làm Quan văn điện đại học sĩ. Đĩnh Chi buồn rầu và không lâu sau lâm bệnh mất.
Sái Kinh tiếp tục trả thù Lưu Quỳ, sai người tố cáo anh vợ Quỳ là Chương Diên với tội danh tham ô rồi phái Thị ngự sử Thẩm Cơ đi trị tội Chương Diên. Nhưng Thẩm Cơ là người ngay thẳng, tuyên bố Chương Diên vô tội và thả mấy trăm người có liên quan rồi tâu về triều. Sái Kinh tức giận bèn chặn bản tấu đó lại và sai người tâm phúc đến thẩm tra lại, bắt Chương Diên tịch thu gia sản và đày ra đảo. Còn Thẩm Cơ cũng bị vu cáo là "chê bai pháp luật triều đình". Tống Huy Tông tin theo Sái Kinh bèn bãi chức Thẩm Cơ đày đi làm quan ở Tính châu. Thẩm Cơ uất ức lâm bệnh qua đời.
Quan Trai lang ở Thái miếu là Phương Chẩn bất bình với hành động chuyên quyền của Sái Kinh bèn dâng biểu lên Tống Huy Tông vạch tội ông. Tống Huy Tông lại cho rằng lời kể tội là quá đáng và đưa bản tấu cho Sái Kinh xem. Sái Kinh liền kết tội Phương Chẩn vu khống, được Huy Tông đồng tình và ra lệnh đày Phương Chẩn đi Lĩnh Nam.
Trịnh Cư Trung có đóng góp trong việc đưa Sái Kinh trở lại ngôi thừa tướng nên tin tưởng mình sẽ được cất nhắc. Nhưng Huy Tông lại nghe theo đề nghị của Hoàng Kinh Thành giáng chức của Cư Trung, lúc đó Sái Kinh có mặt nhưng không can thiệp gì. Vì vậy Cư Trung oán hận Sái Kinh.
Cuối năm 1107, Tống Huy Tông cho Sái Kinh làm Thái úy phụ trách quân đội và ban cho đai ngọc. Thời Tống Thần Tông, thừa tướng Vương An Thạch cũng được ban đai ngọc nhưng chỉ được đeo trong 3 ngày, còn Sái Kinh đeo ra vào hằng ngày. Ít lâu sau ông lại được Huy Tông phong làm Thái sư nên tỏ ra rất đắc ý
Tuy nhiên vì Sái Kinh lộng quyền, làm nhiều điều trái phép nên sang năm 1109 ông lại bị bãi chức Thừa tướng lần thứ 2, đổi sang làm Sở quốc công, giao việc biên soạn sách "Triết Tông thực lục".
Sau khi ông bị bãi chức lần này, nhiều người lại đua nhau tố cáo ông làm hại nước nhà, trong đó có cả những người cùng phe cũ. Nhưng do có Tống Huy Tông che chở, Sái Kinh không bị trị tội. Sang năm 1110, lại có sao chổi xuất hiện. Ngự sử Trương Khắc Công nhân đó lại dâng biểu nói với Huy Tông rằng điềm xấu đó là tại Sái Kinh nhiều tội ác. Vì vậy Huy Tông giáng chức ông xuống làm thái tử Thiếu bảo, phải đi sang Hàng châu.
Nhưng chỉ qua năm sau (1112), Tống Huy Tông lại nhớ Sái Kinh và triệu về triều, phục chức Thái sư, Thượng thư Hữu bộc xạ và tước Sở quốc công. Ngay khi trở về Khai Phong, Sái Kinh đã giáng chức hơn 30 người tố cáo mình lần trước. Sau đó Tống Huy Tông theo kiến nghị của ông thực hiện cải cách quan chế, theo đó:
- Thượng thư Tả bộc xạ đổi thành thái tể
- Thượng thư Hữu bộc xạ đổi thành thiếu tể
- Bãi bỏ thượng thư lệnh và các quan văn võ mà chỉ dùng chức thái úy để thống lĩnh binh mã

Mục đích của việc cải cách quan chế của Sái Kinh nhằm tiến thêm một bước khống chế triều đình. Thị ngự sử Hoàng Bảo Quang dâng thư phản đối chủ trương của Sái Kinh liền bị đày đi Chiêu châu, còn Thượng thư Bộ Hộ là Trần Hiển từ chức về quê ở ẩn.
Trước sự chuyên quyền của Sái Kinh, thái tử Triệu Hoàn rất bất mãn. Sái Kinh muốn lấy lòng thái tử, bèn mang bộ chén uống rượu của nước Đại Thực đến dâng, nhưng bị Triệu Hoàn từ chối thẳng thừng và quát mắng, rồi ném vỡ bộ chén ra sân. Sái Kinh vừa thẹn vừa giận, liền tìm cách trả thù. Ông biết không thể trực tiếp tấn công vào thái tử Hoàn nên nghĩ kế đánh vào những người thân tín của thái tử. Ông kiếm cớ đày viên quan Thái tử chiêm sự ra làm quan ở Trì châu.
Nhiều việc làm của Sái Kinh lại khiến Tống Huy Tông không bằng lòng, nên sang năm 1116 Huy Tông triệu Trịnh Cư Trung về phong làm Thái tể (Thượng thư Tả bộc xạ trước đây) và cử Cư Trung theo dõi cử động của Sái Kinh. Sái Kinh biết vậy liền mượn cớ tuổi cao sức yếu, ít vào triều hơn trước.
Trong khi Sái Kinh và Trịnh Cư Trung ngầm đấu đá nhau, Huy Tông cử Vương Phủ làm Thượng thư tả thừa. Vương Phủ vồn là người cùng phe cũ của Sái Kinh nhưng tới lúc đó lại ngả theo Trịnh Cư Trung, Sái Kinh tức giận muốn làm hại nhưng không được.
Năm 1120, do sự công kích của những người khác cánh, Sái Kinh bị bãi chức thừa tướng lần thứ 3, nhưng vẫn giữ chức Thái sư. Sái Kinh có sáu người con trai, trong đó Sái Du, Sái Thốc, Sái Tiêu đều là đại học sĩ. Năm 1122, con ông là Sái Du theo hoạn quan Đồng Quán đi dẹp cuộc khởi nghĩa Phương Lạp ở Giang Nam có công lao, hai người lại được cử đi đánh Liêu (người Khiết Đan) theo minh ước đã thỏa thuận với nước Kim (người Nữ Chân). Khi chiếm được Yên Kinh của nước Liêu, quân Kim lấy hết của cải và dân chúng, chỉ để lại cho quân Tống thành không. Đồng Quán và Sái Du báo tin thắng trận về triều, được Huy Tông thăng chức.
Giữa lúc đó Vương Phủ mâu thuẫn với thái tử Triệu Hoàn vì Phủ muốn đưa hoàng tử Triệu Khải lên làm thái tử. Sái Du bèn liên kết với Lý Bang Ngạn công kích đuổi Vương Phủ ra khỏi triều đình. Lúc đó Trịnh Cư Trung đã mất nên năm 1125 Tống Huy Tông lại hạ lệnh đưa Sái Kinh lên làm quan đầu triều, cầm quyền điều hành triều chính với tư cách là Thái sư. Vì Sái Kinh đã gần 80 tuổi, mắt bị mù lòa nên cho con ông là Sái Tiêu thay cha lo công việc. Thái tể Bạch Thời Trung và Thiếu tể Lý Bang Nhan đều nghe theo lệnh của cha con Sái Kinh.
Sái Kinh không thể tự mình đảm đương công việc trong triều. Ông về nhà coi tướng phủ như triều đình, mọi công việc do các quan cấp dưới báo lên do con ông quyết đoán. Những ai muốn vào phủ thỉnh cầu phải chờ ngoài cổng rồi hối lộ rồi mới được vào. Những ai hối lộ đều được thăng quan tiến chức, còn người chính trực thì không được dung nạp.
Mỗi lần Sái Kinh vào triều, các quan phải xếp hàng đón vái chào. Quyền thế lớn, Sái Kinh càng ngày càng làm nhiều điều tàn bạo ác độc. Vì vậy trong triều trở ra ngoài, mọi người đều bàn tán về tội ác của Sái Kinh, gọi ông là người cầm đầu Lục tặc.
Sái Du thấy Sái Tiêu được nắm quyền thì bất bình, bèn liên kết với Bạch Thời Trung để đối phó với em và cha. Sái Du lấy cớ Sái Kinh đã quá già và bệnh tật, gây sức ép để Sái Kinh từ chức và tâu với Tống Huy Tông về việc này. Huy Tông nghe theo, lệnh cho ông viết sớ từ quan. Sái Kinh không thể cưỡng lại lệnh vua, đành phải làm theo.

### Rời khỏi kinh thành
Sau khi từ chức, Sái Kinh suy sụp, ngã bệnh. Năm 1126, quân Kim đánh xuống phía nam. Quân Tống yếu ớt không kháng cự được. Tống Huy Tông vội vã nhường ngôi cho thái tử Triệu Hoàn (tức Tống Khâm Tông) rồi cùng Đồng Quán và Sái Du bỏ kinh thành Khai Phong chạy.
Sái Kinh nghe tin thượng hoàng Huy Tông bỏ chạy, cũng vội rời khỏi kinh thành. Ông mang tất cả của cải có được chở lên thuyền to. Để đề phòng bị cướp, ông mang 40 gánh vàng bạc châu báu gửi người bà con ở Hải Diêm.
Sức ép của quân Kim ngày càng lớn. Tống Khâm Tông buộc phải trọng dụng viên tướng chủ chiến là Lý Cương để ngăn địch. Lúc đó nhiều người dâng sớ xin trị tội Vương Phủ, cha con Sái Kinh, Đồng Quán, Lý Nhan, Chu Diến… hại nước hại dân. Tống Khâm Tông bèn hạ lệnh bắt giết Vương Phủ, Lý Nhan, Chu Diến, và lưu đày Đồng Quán, các con Sái Kinh. Nhưng các đại thần chưa hết bất bình, tiếp tục tố cáo và đòi giết Sái, Đồng. Khâm Tông bèn hạ lệnh cho người đuổi theo giết Đồng Quán cùng Sái Tiêu, Sái Du. Riêng Sái Kinh được ban đặc ân, chỉ bị biếm đi đày ở Lĩnh Nam.
Khi nhận lệnh biếm chức, Sái Kinh đang ở Bặc châu. Bên cạnh ông còn 3 sủng cơ rất đẹp là Mộ Dung thị, Vũ thị và Hình thị. Quân Kim áp sát kinh thành, đòi Nhà Tống nộp 3 mỹ nhân của Sái Kinh. Tống Khâm Tông bèn phái người đến Bặc châu bắt 3 mỹ nhân khiến Sái Kinh rất nuối tiếc.

## Qua đời
Nhận lệnh lưu đày, ông dẫn người nhà đi Thiều châu. Dân địa phương oán hận ông làm nhiều điều ác, nên đóng cửa giấu thực phẩm đi không bán, chặn đường mắng nhiếc; còn quan địa phương xua đuổi không cho đi đường lớn bắt đi sang đường nhỏ.
Khi Sái Kinh đến Đàm châu, vì không tìm được chỗ nghỉ nên phải vào chùa Đông Minh tạm trú. Ông bùi ngùi nhớ lại quá khứ và viết bài từ:
Bát thập nhất niên trụ thế, tứ thiên lý ngoại vô gia. Như kim lưu lạc hướng thiên nhai, mộng đáo Dao Trì khuyết hạ
Ngọc diện ngũ hồi mệnh tướng, đồng tình kỷ độ tuyên ma. Chỉ nhân tham luyến thử vinh hoa, tiện hữu như kim sự dã
Dịch:
Sau 81 năm sống trên đời, nay phải đi xa 4000 dặm mà không có nhà để ở. Đang lưu lạc nơi chân trời góc biển mà vẫn mơ mộng về cung điện Dao Trì
Đã 5 lần làm thừa tướng tại triều đình, đã mấy lần xuống chó lên voi. Chỉ vì quá ham cuộc sống vinh quang đó nên ngày nay mới gặp cảnh ngộ này!
Viết bài từ được mấy hôm thì Sái Kinh qua đời, thọ 81 tuổi. Hoàn cảnh lúc đó khó khăn không có quan tài, người nhà mang xác ông gói vào vải xanh xấu mà dân gian thường dùng rồi chôn tại nghĩa địa ở địa phương. Do những việc làm bạo ngược khi còn sống, sau khi ông mất vẫn bị nhiều người oán hận. Người đương thời cho rằng đó là sự báo ứng cho những việc làm ác độc của Sái Kinh khi còn quyền thế.
Về sau, có người thủ hạ của ông cải táng cho ông. Trong 50 năm trên quan trường, Sái Kinh 4 lần đứng ở cương vị quan đầu triều, nếu tính cả lần thăng từ Thượng thư Hữu bộc xạ lên Thượng thư Tả bộc xạ khi ngôi Thượng thư Tả bộc xạ đang bỏ trống thì Sái Kinh đã 5 lần làm quan đầu triều và 3 lần bị mất ngôi vị này; dù tính 4 lần ông vẫn là người giữ chức vụ quan đầu triều (thừa tướng) nhiều lần nhất trong lịch sử nhà Bắc Tống. Ông bị xem là một trong những tội nhân gây ra sự suy vong của nhà Bắc Tống.

## Trong Thủy hử
Sái Kinh trong tác phẩm Thủy hử và Hậu Thủy hử của Thi Nại Am và La Quán Trung được mô tả là một gian thần, cùng phe với Cao Cầu, Đồng Quán và Dương Tiễn. Ông cùng họ lũng đoạn triều đình, lừa dối vua Tống Huy Tông, luôn có mưu đồ làm hại những người chính trực, trong đó có các anh hùng Lương Sơn Bạc.
Tại hồi cuối cùng, khi Tống Công Minh, Lư Tuấn Nghĩa cùng các thủ lĩnh Lương Sơn còn sống sót trở về được phong chức, Sái Kinh đồng mưu với 3 người vu cáo họ có mưu đồ làm phản. Huy Tông tỏ ra nghi ngờ, Cao Cầu và Dương Tiễn sai thủ hạ bỏ độc vào đồ ăn uống mà Huy Tông ban cho Tống Giang, Lư Tuấn Nghĩa để sát hại họ. Kết quả kéo theo cái chết của Lý Quỳ, Ngô Dụng và Hoa Vinh. Khi vụ việc bị phát giác do Tống Giang hiện hồn báo mộng cho Huy Tông, Đồng Quán và Sái Kinh đổ trách nhiệm cho người hầu trực tiếp bỏ thuốc độc cho Tống Giang và Lư Tuấn Nghĩa và ám hại người này. Đồng Quán, Cao Cầu, Sái Kinh và Dương Tiễn chỉ bị Huy Tông trách mắng qua loa không bị trị tội.